# Alexander Kravtsjenko
Alexander Kravtsjenko (Archangelsk, 21 april 1971) is een professionele pokerspeler uit Rusland. In 2007 was hij de eerste Rus die een World Series of Poker toernooi won. In datzelfde jaar eindigde hij als vierde in het Main Event. Dankzij deze presestaties werd hij verkozen tot Europees pokerspeler van het jaar.
Kravtsjenko verdiende tot en met juli 2014 meer dan $4.200.000,- in pokertoernooien.

## World Series of Poker bracelets
| Jaar | Toernooi                             | Prijs    |
| ---- | ------------------------------------ | -------- |
| 2007 | $1.500 Omaha Hi/Lo Split 8 or Better | $228.446 |